# ガストロパブ

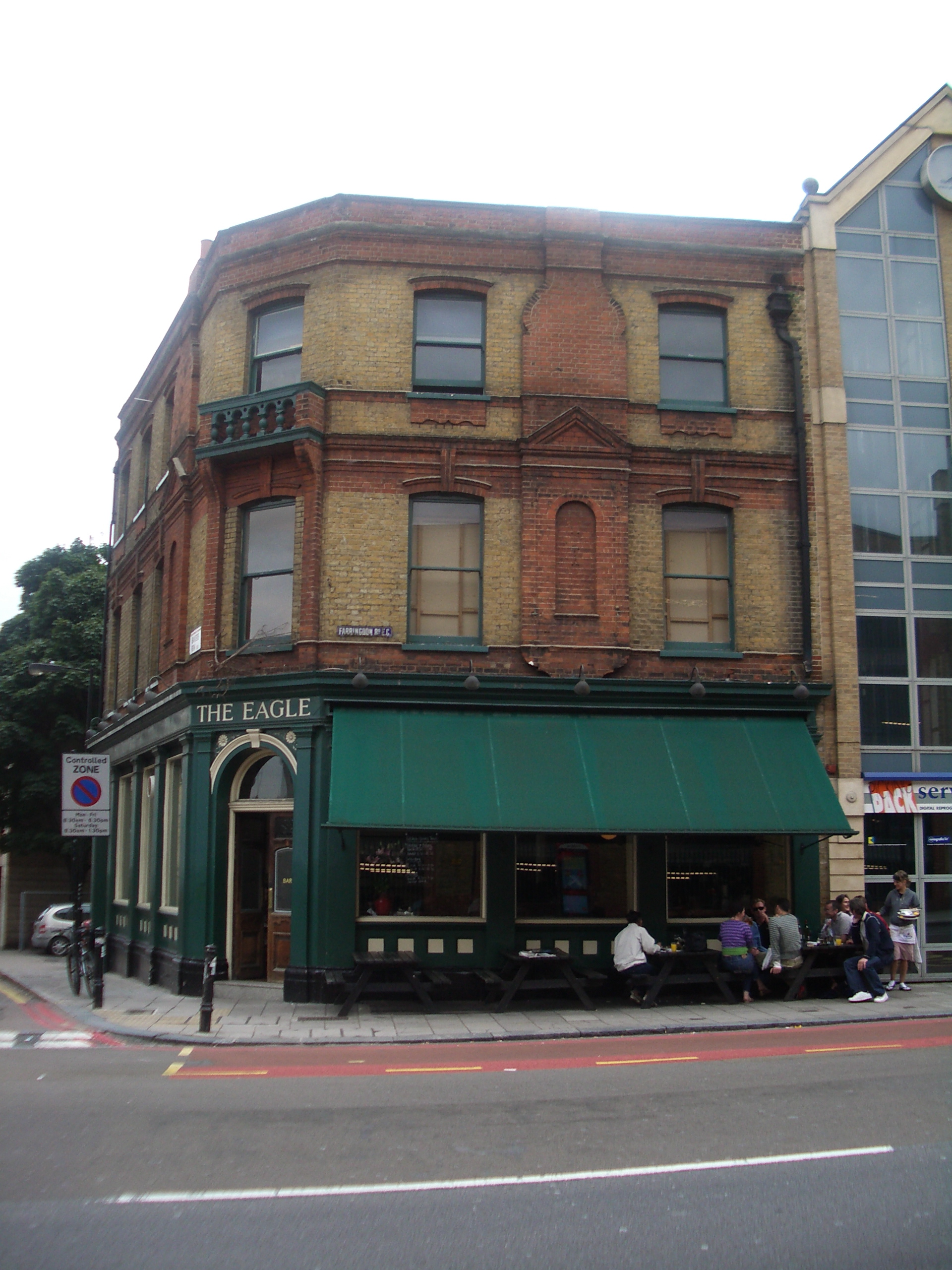
「ガストロパブ」の呼称が用いられた最初のパブ、ジ・イーグル (The Eagle)。

ガストロパブ (gastropub)、ないし、ガストロラウンジ (gastrolounge) は、ビールや食べ物を供するバーとレストランを兼ねた飲食店を指す表現。イギリスのパブ文化の中で20世紀末に出現し、21世紀に入ってから普及が進んだ業態であり、世界各地に「ガストロパブ」を名乗る飲食店はあるもののイギリスが本場と見なされる。

## 語源
「ガストロパブ」という用語は、「ガストロノミー (gastronomy)」と「パブ (pub)」を組み合わせたかばん語（ポーマントー）であり、20世紀末のイギリスに起源が求められる。

## 伝統的なパブの食事
イギリスのパブは、元々酒を飲む施設であり、食べ物の提供はあまり重視されていなかった。パブで食事を提供することがあっても、通常はプラウマンズランチのように、加熱調理を要しない簡単な食事というのが一般的であった。イングランド南西部、とりわけロンドンでは、近年に至るまで、夕方から閉店にかけての時間帯には、ザルガイ、ツブ貝、イガイ、その他の貝類を調理して売ることがよく行われていた。貝類の移動販売の屋台がパブの近くに店を出すこともよくあり、ロンドンのイースト・エンドでは、今もこうした光景が見られる。
「パブ・グラブ (Pub grub)」と称される「パブめし」には、イギリス特有の食事であるステーキ・アンド・エール・パイ（ミートパイの一種）、シェパーズパイ、フィッシュ・アンド・チップス、バンガーズ・アンド・マッシュ (bangers and mash)、サンデーロースト、プラウマンズランチ、パスティなども含まれる。加えて、ハンバーガー、チップス（フライドポテト）、ラザニア、チリコンカーンが供されることもよくある。

## ガストロパブの出現と普及
「ガストロパブ」という言葉が生まれたのは、デイヴィッド・エア (David Eyre) とマイク・ベルベン (Mike Belben) がロンドンのクラーケンウェル (Clerkenwell) にあるバプ「ジ・イーグル (The Eagle)」の経営を引き継いだ、1991年とされる。パブの中にレストランを入れるというコンセプトは、伝統的なパブの性格を消し去ってしまう恐れがある、としばしば批判もされてきたが、結果的にパブ文化とイギリスの外食の両方を活性化させることとなった。
ガストロパブの増加は、テレビの料理番組人気や、モダン・ブリティッシュと称される創作料理の普及などとともに、21世紀初頭に急速に進行したイギリス人の「食への目覚め」の一環と理解されている。
英単語としての「gastropub」は、2012年8月に刊行された『メリアム＝ウェブスター大学辞典 (Merriam Webster's Collegiate Dictionary)』2012年版から、この辞典に収録されるようになった。
ロンドンには、ミシュランガイドの星を獲得したガストロパブも存在する。